# Tratatul de la Batumi
Tratatul de la Batum a fost semnat la Batum (Batumi) între Republica Democrată Armeană și Imperiul Otoman pe 4 iunie 1918. A fost primul tratat semnat de noul stat independent Armenia. Tratatul avea 14 articole. Generalul  Andranik nu a fost de acord cu semnarea tratatului, s-a distanțat de guvernul Dashnakzutyun  și a format  Republica Armeniei Montane.

## Contextul general
Vedeți și: Campania din Caucaz (Primul Război Mondial) 
Pe 5 decembrie 1917, a fost semnat armistițiul de la Erzincan dintre Rusia Bolșevică și  Imperiul Otoman. Armistițiul a pus capăt luptelor dintre cele două puteri de pe fronturile  din Caucaz și Persia. Pe 3 martie 1918, armistițiul de la Erzincan a fost urmat de  Tratatul de la Brest-Litovsk, care a marcat ieșirea  oficială a Rusiei din Primul Război Mondial. În perioada  martie – aprilie 1918, a avut loc Conferința de pace de la Trabzon, între Imperiul Otoman și Republica Democrată Federală Transcaucaziană.   Enver Pașa a prezentat oferta otomană, prin care federația caucaziană urma să-și vadă satisfăcute toate doleanțele în schimbul recunoașterii  alipirii provinciilor din Anatolia estică, (care avea să fie o prevedere în tratatul de la Brest-Litovsk). Pe 5 aprilie, șeful delegației transcucaziene, Akaki Chkhenkeli, a acceptat ca Tratatul de la Brest-Litovsk să fie folosit ca bază a negocierilor și a cerut printr-o telegramă șefilor săi să accepte această poziție . Starea de spirit a celor de la Tbilisi era foarte diferit. Armenii au făcut mari presiuni asupra conducerii republicii ca să refuze oferta. Mai mult, ei au afirmat că între Armenia și Imperiul Otoman există starea de război .  Ostilitățile au reizbucnit, iar trupele otomane și-a zdrobit adversarii, le-au străpuns liniile și au cucerit un teritoriu important, ajungând practic pe liniile de demarcație din perioada antebelică.

## Tratatul
O nouă conferință de pace a fost deschisă la Batumi pe 11 mai. La această conferință, otomanii și-au extins pretențiile, cerând ca să le fie cedate orașele Tiflis, Alexandropol și  Echmiadzin. Otomanii doreau de asemenea să fie construit o cale ferată care să lege Kars și Julfa de Baku. Noul stat armean, pe teritoriul căreia avea să fie construită calea ferată, trebuia să asigure libera circulație a mărfurilor otomane tranzitate spre Baku. Membrii armeni și georgieni ai republicii federale  caucaziene au încercat să se opună adoptării tratatului. Începând cu 21 mai, armata otomană a început să înainteze în regiunile care nu fuseseră sub  controlul sultanului în ultimele sute de ani. Această campanie a dus la declanșarea mai multor bătălii: la Sardarapat (21 – 29 mai), Kara Killisse (24 – 28 mai) și Bash Abaran (21 – 24 mai). 
Tratatul de pace a fost semnat în timp Armata a 3-a otomană ajunsese la doar 7 km de Erevan  și la doar 10 km de Echmiadzin. Tratatul a trebuit să fie examinat și aprobat de Puterile Centrale. După două săptămâni după semnarea tratatului, delegații R. D. Armeană au fost invitați la Constantinopol. Armenii cedau teritorii în care, în perioada antebelică, ei reprezentau majoritatea din rândul celor aproximativ 1.200.000 de locuitori. Aproximativ 400.000 de armeni locuiau doar în teritoriile cedate în ceea ce fusese provincia Erevan.

## Urmări
Generalul Andranik a refuzat să semneze tratatul de la Batumi. Andranik a continuat rezistența. El a încercat să proclame un nou stat, Republica Armeniei Montane. În cursul anului 1918, activitatea lui Andranik au fost concentrate în regiunea Karabakh-Zanghezur, în zona care făcea legătura dintre Imperiul Otoman și  Republica Democrată Azerbaidjan. 